# Indalsälven
Indalsälven est un fleuve du centre de la Suède. Il est aussi appelé Jämtlandsälven, parce que son cours passe par le Jämtland ou Storsjöälven, parce que c'est l'émissaire principal de Storsjön.

## Géographie
Indalsälven prend sa source dans les montagnes du Jämtland, se jette dans Storsjön près de Östersund, puis continue pour se jeter dans la mer Baltique sur la Commune de Timrå dans le Medelpad à 20 kilomètres au nord de Sundsvall.

## Hydrologie

### Principaux affluents
- Kallströmmen
- Långan
- Hårkan
- Ammerån

## Production hydroélectrique
De nombreux barrages sont construits sur Indalsälven, comme à Bergeforsen ou près d'Östersund.

## Provinces historiques et principales communes traversées
- Jämtland
- Medelpad